# Будинок Керета
Будинок Керета (повна назва: Ермітаж — Будинок Керета) — арт-інсталяція за проектом архітектора Якуба Щенсного з проектної групи Централя, побудована в 2012 році, недалеко від перетину вулиць Холодної та Залізної у Варшавському районі Воля. Заклад було відкрито 20 жовтня 2012 року. Він розташований у 152-сантиметровій щілині між післявоєнним житловим будинком за адресою вул. Хлодна, 22 та довоєнний житловий будинок за адресою вул. Залізна, 74. Інсталяція має три рівні всередині і запроектована як житловий будинок. 
Інвестором є Польський Фонд Сучасного Мистецтва, генеральним підрядником є Авбуд. Інсталяція була розроблена як студія ізраїльського письменника Етгара Керета і призначена для місця культурних заходів. 

## Повідомлення
Мінімальний розмір квартири, згідно з деякими інтерпретаціями,  має асоціюватися зі стислістю розповідей митця, які цінуються в'язнями та читаються під час переходу з камери у ванну. 
Розташування біля мосту, що з'єднує дві частини Варшавського гетто під час німецької окупації, частково пов'язане з долею родини Керетів, яка походить з Варшави та  яка була ув'язнена в гетто під час Другої світової війни. Батько Керета під час окупації багато місяців ховався в настільки тісному приміщенні, що неможливо було ані встати, ані полежати, тільки сидіти. Коли його звільнили з-під землі, не міг ходити і мав м'язову атрофію. 
Будинок також є спробою заповнити просторову порожнечу, що виникла внаслідок післявоєнного розділення міста через випадкові будівлі. 
Будинок Керета описується як один із найвужчих у світі, але формально це не житловий будинок. Не відповідає польським нормам щодо житла, через що це не постійний об'єкт, і, до речі, не можна в ньому отримати прописки. 

## Опис
Будинок має засклений дах і форму, схожу на прямокутний трикутник. Конструкція інсталяції - сталевий каркас. Фасад виконаний з полікарбонату, а передня стіна захищена сталевою сіткою. Стіни з шаруватого відливу захищають від втрат тепла, забезпечуючи вогнестійкість. Будинок опалюється елекрикою. У його найширшій точці ширина становить 122 см, а в найвужчій 70 см. 
Вхід до будинку Керета знаходиться з подвір'я. У вітальню можна потрапити через стулку у підлозі, через металеві сходи. У вітальні є стіл з двома сидіннями і мішок, наповнений кульками, який виконує роль дивана. На кухні є однокамерна мийка та керамічна плита для двох горщиків. Ванна кімната - душова кабіна з туалетом. 
До спальні заходиться по драбині. Знаходиться там ліжко, робочий стіл та крісло. 
Інсталяція доступна до платного відвідування у вибрані вихідні. 

## Жителі
Першим мешканцем будинку був Едгар Керет. Проект передбачає, що наступними орендарями будуть художники, обрані журі на чолі з ним. 
У травні 2015 року Керет приїхав до Варшави та відвідав будинок усією родиною. Вмістились там: Етгар Керет з матір'ю Орною Керет (вцілілою з гетто) та дружиною Широю Геффен, сином Левом та братом Німродом. Помістився там також друг Керета -  Сармен Бегларіан. 
До 2018 року в будинку Керета мешкало понад 40 митців із різних країн. 

## Галерея

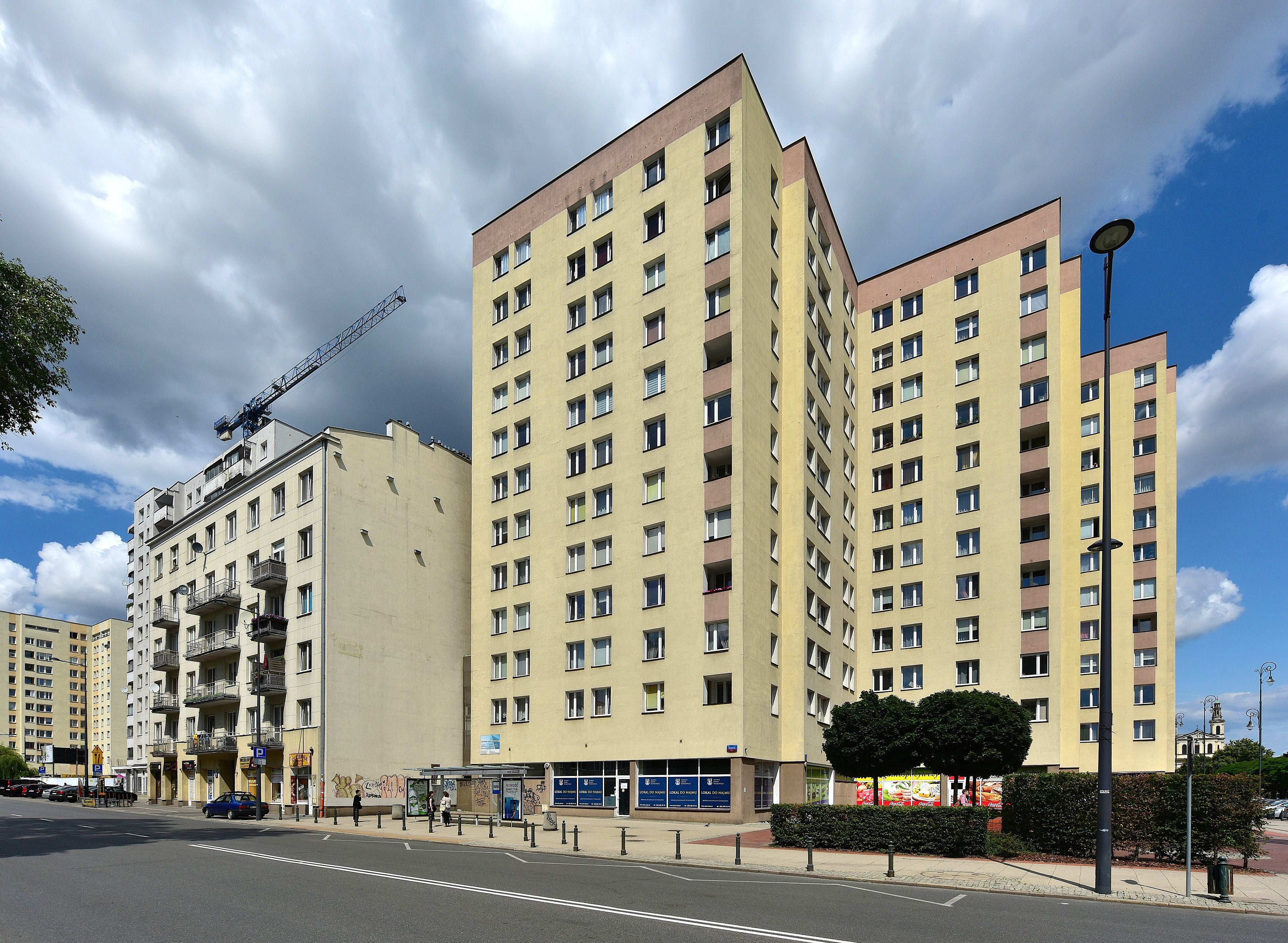
Будинки по вул. Залізній, 74 (зліва) та вул. Холодній, 22 (праворуч), між якими знаходиться будинок Керета
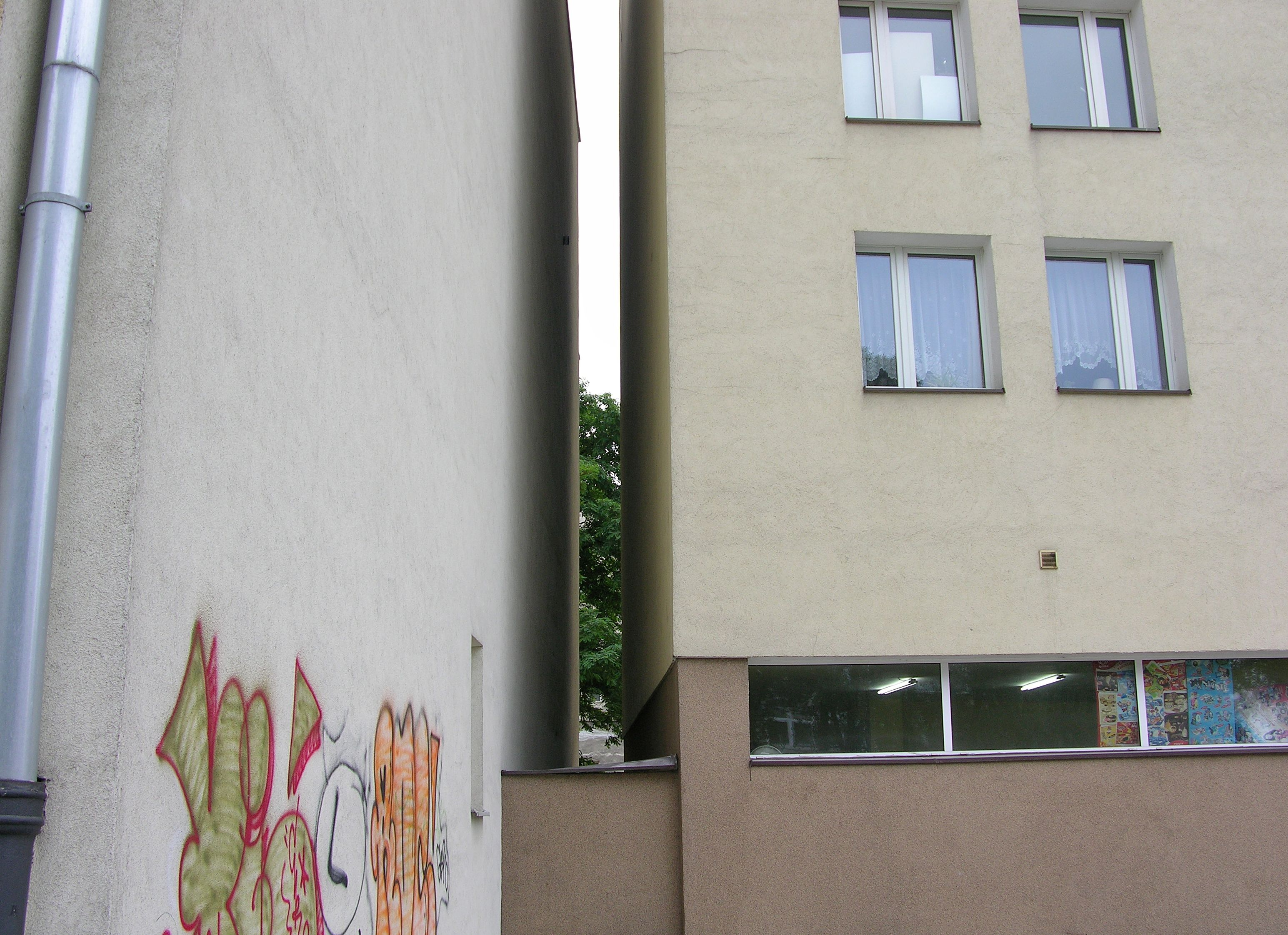
Щілина між будівлями перед монтажем інсталяції
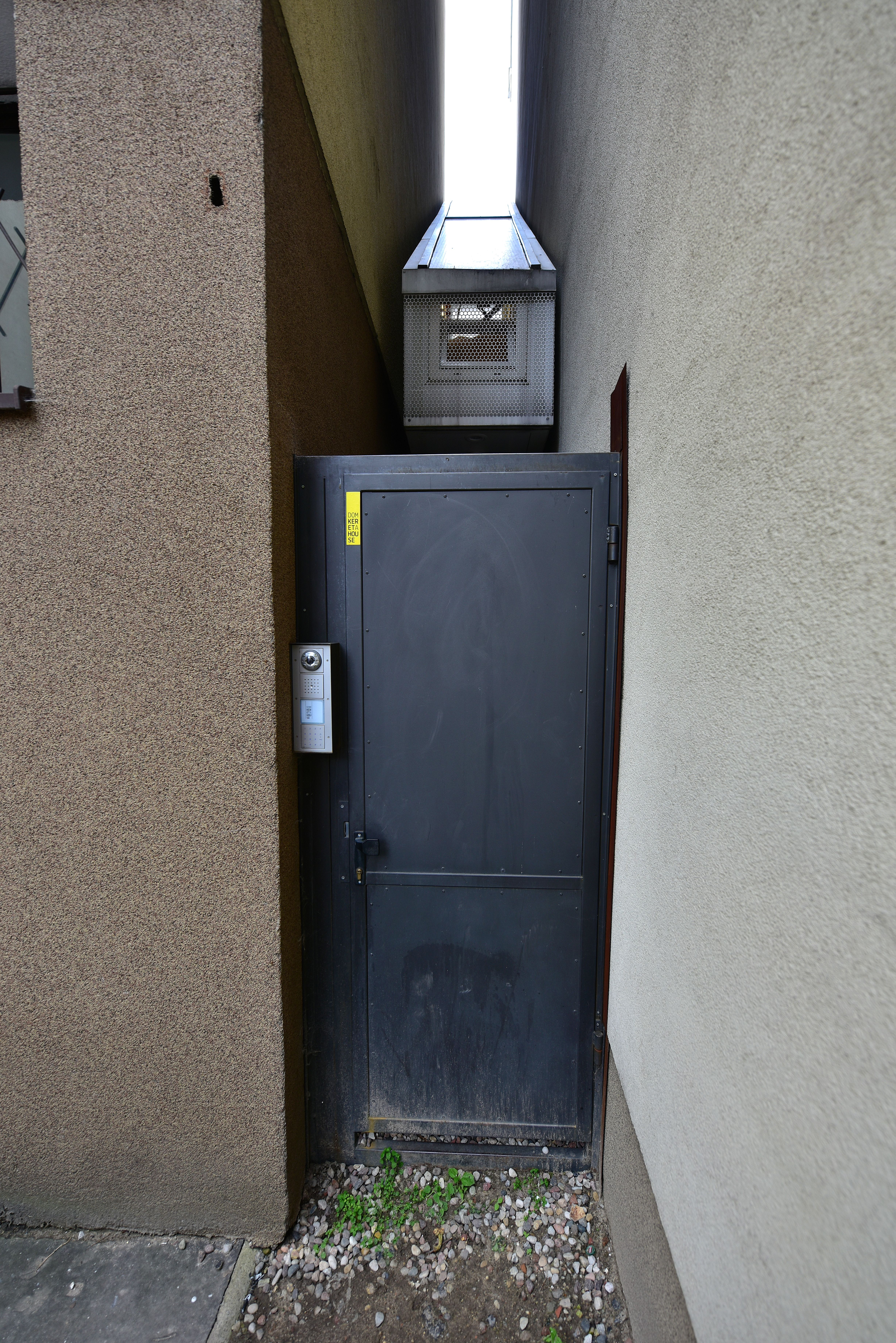
Вхід до будинку Керета
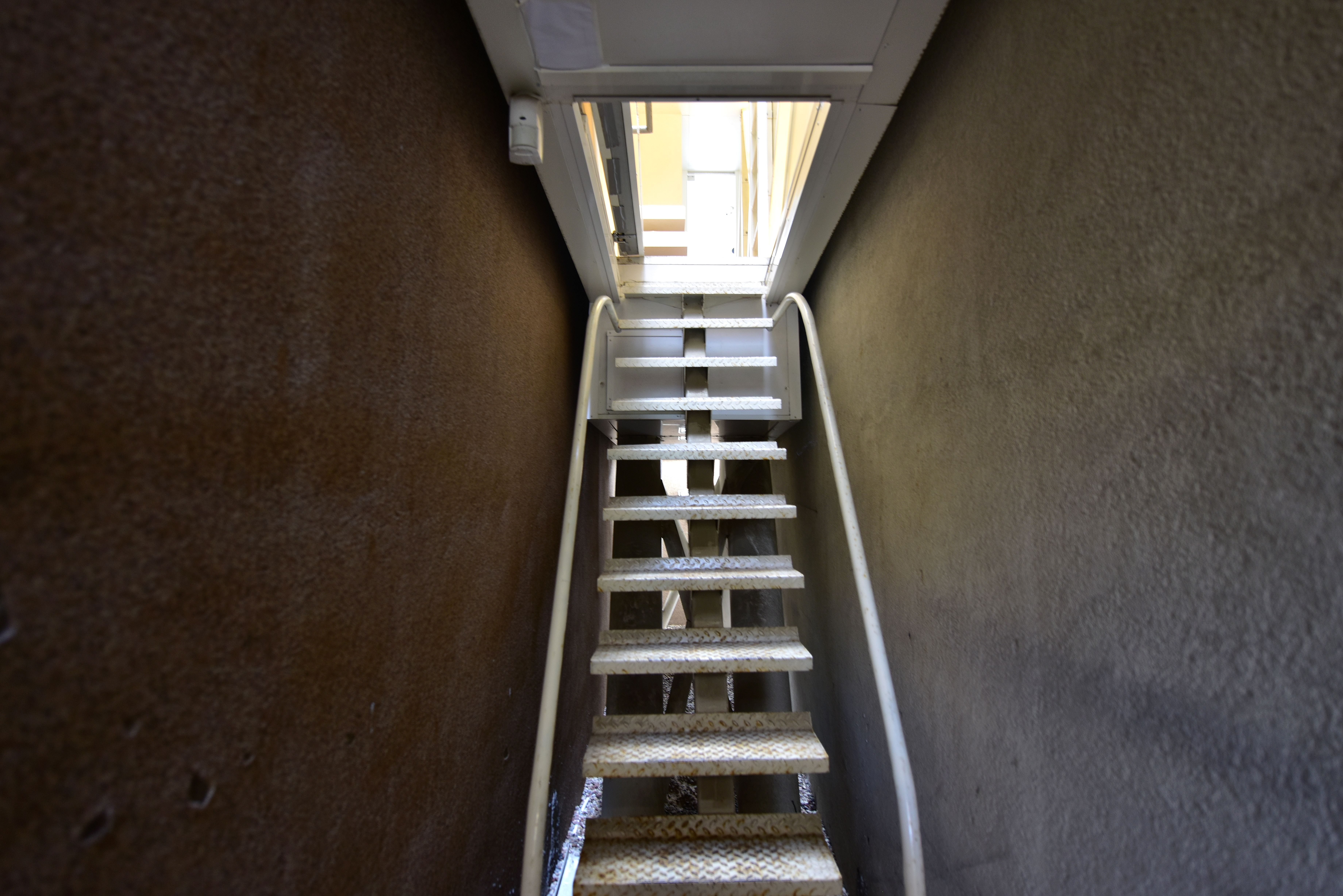
Металеві сходи до вітальні
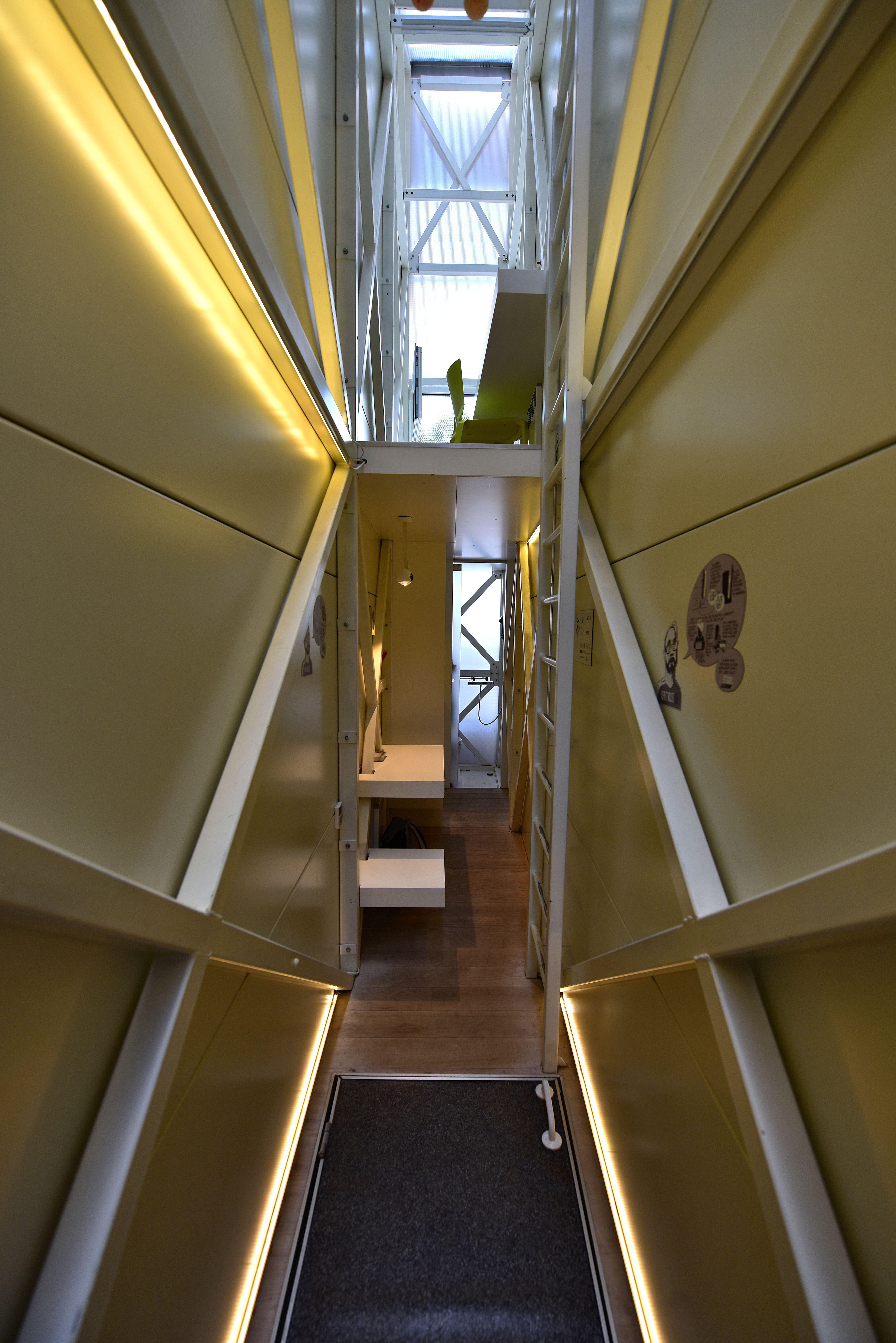
Вітальня (внизу) та спальня (на верху)
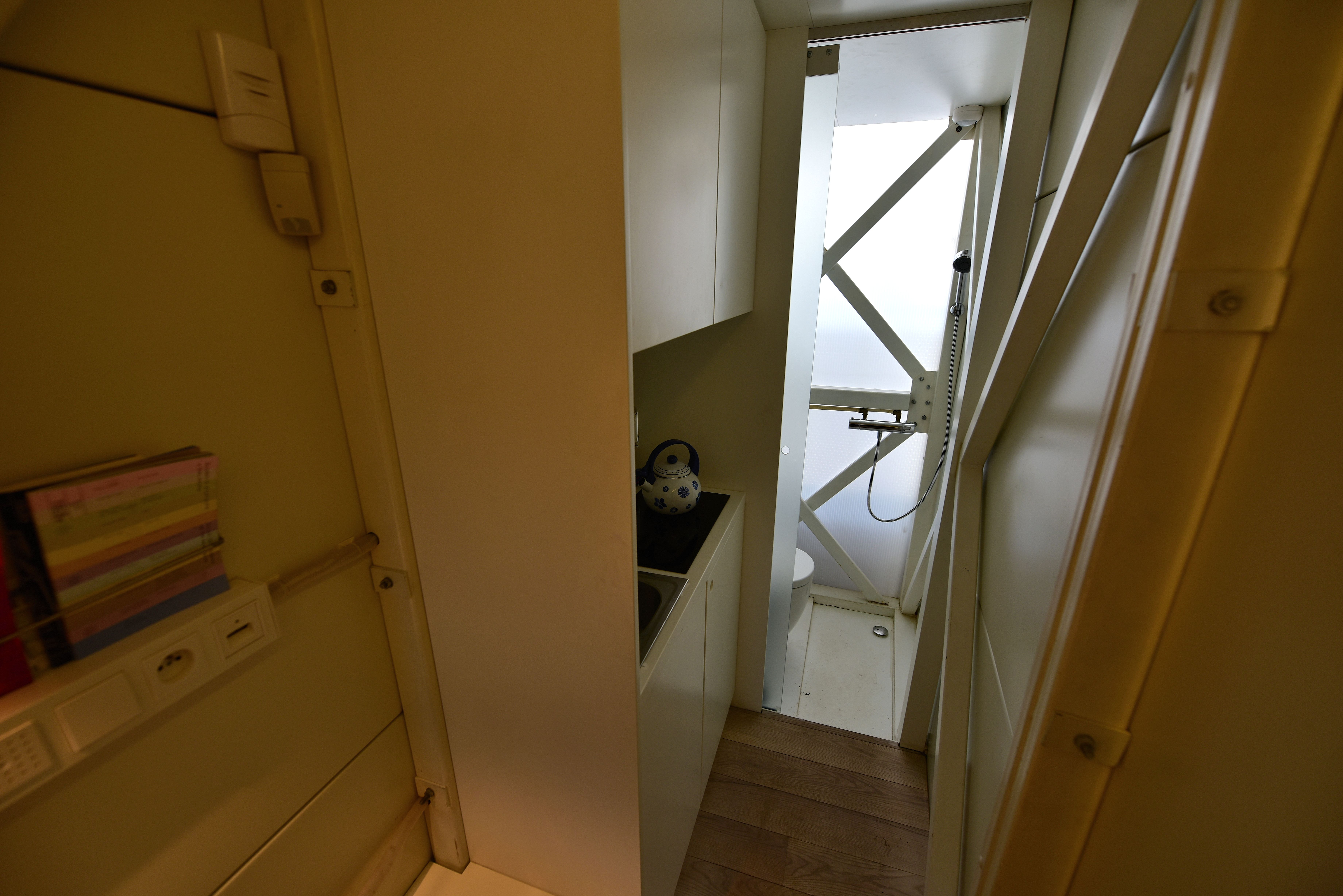
Кухня
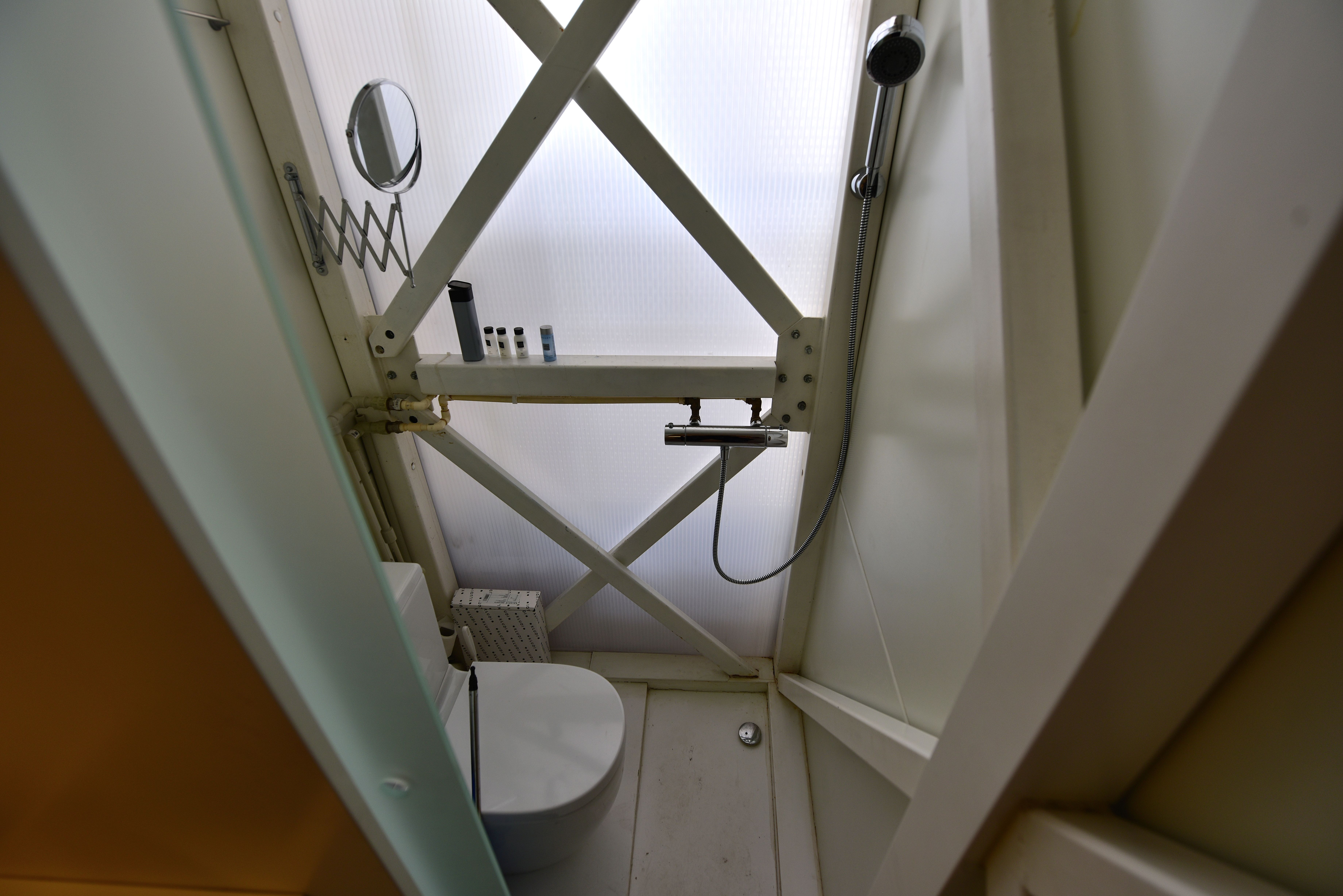
Ванна
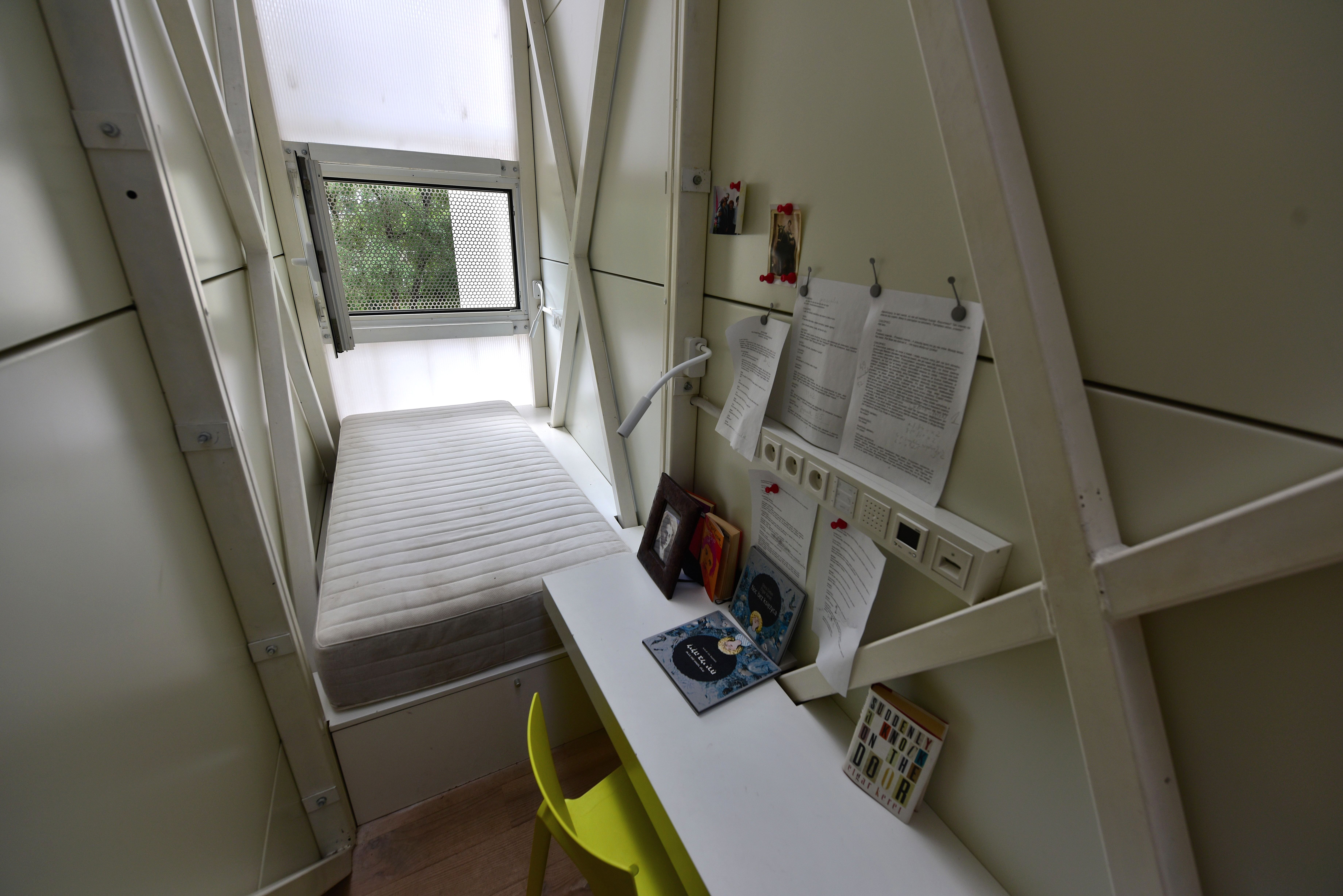
Спальня із робочим столом